# Bégon (évêque d'Auvergne)
Bégon, en latin Bego, était un religieux du Moyen Âge qui fut évêque de Clermont au tournant du Xe et XIe siècles.

## Biographie
Avant de devenir évêque d’Auvergne, Bégon était abbé de Conques. Il est devenu évêque coadjuteur de Clermont entre mars et juin 961 et a succédé à Étienne II entre 984 et 990.
Vers 980, il souscrivit à la donation que fit un prêtre nommé Géraud au monastère de Saint-Allyre. En 990, il assista à la consécration de l’évêque de Cahors Gausbert II de Gourdon sous l’autorité de Dagbert, l’archevêque de Bourges et de Guillaume, le vicomte de Cahors. La même année (ou en 1002 selon Baluze), il se réunit avec les évêques du Puy, de Viviers, de Toulouse, de Rodez et de Lodève pour publier une charte de trêve et de paix afin de faire cesser les brigandages qui désolaient leurs diocèses. En 994, il consacra un autel sur le tombeau de l’abbé de Cluny saint Mayeul qui venait de mourir au monastère de Souvigny.
C’est sous son épiscopat, en 999, que Gerbert, un moine de l’abbaye d’Aurillac devint le pape Sylvestre II.